# Michael Lange
Michael Lange, né le 1er mars 1950, est un réalisateur pour la télévision et producteur musical américain.

## Filmographie

### Réalisateur
- 1984 à 1986 : Riptide, 9 épisodes
- 1985 : Rick Hunter, 2 épisodes
- 1987 à 1991 : La loi est la loi, 8 épisodes
- 1991 à 1993 : Corky, un adolescent pas comme les autres, 16 épisodes
- 1993 à 1995 : Bienvenue en Alaska, 5 épisodes
- 1994 à 1997 : X-Files : Aux frontières du réel, 4 épisodes : Vengeance d'outre-tombe, L'Église des miracles, Duane Barry 2/2 et L'Homme invisible
- 1994 à 1999 : Beverly Hills 90210, 12 épisodes
- 1996 : Loïs et Clark, 2 épisodes
- 1997 à 1999 : Le Caméléon, 4 épisodes
- 1998 et 1999 : Buffy contre les vampires, 4 épisodes : Innocence, partie 1, Effet chocolat, El Eliminati et L'Esprit vengeur
- 2000 : Ally McBeal, 1 épisode
- 2000 : Angel, 2 épisodes : Sanctuaire et Le Jugement
- 2000 à 2003 : Dawson, 7 épisodes
- 2003 à 2006 : Newport Beach, 13 épisodes
- 2005 à 2007 : Les Frères Scott, 3 épisodes
- 2006 à 2007 : Eureka, 4 épisodes
- 2007 à 2011 : Greek, 33 épisodes
- 2012 : Esprits criminels, 3 épisodes
- 2014 à 2017 : Bones, 7 épisodes